# Хор-Дубай
25°15′21″ пн. ш. 55°19′00″ сх. д. / 25.255833333333° пн. ш. 55.316666666667° сх. д.
Хор-Дубай (араб. خور دبي) — морський рукав природного походження, що простягся від Перської затоки вглиб емірату Дубай на 14 кілометрів і що ділить місто Дубай на дві частини: Бур-Дубай на заході і Дейра на сході. У місці впадання в Перську затоку ширина її становить 115 метрів, у її кінцевій частині — близько 1400 метрів.

## Розташування

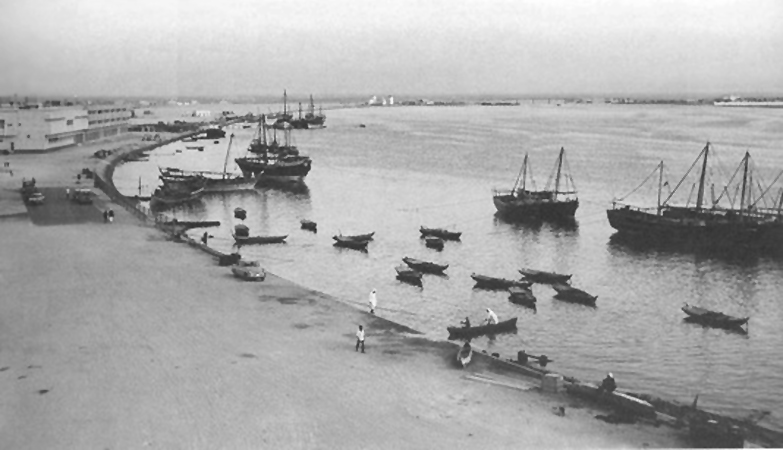
Хор-Дубай у 1964 році

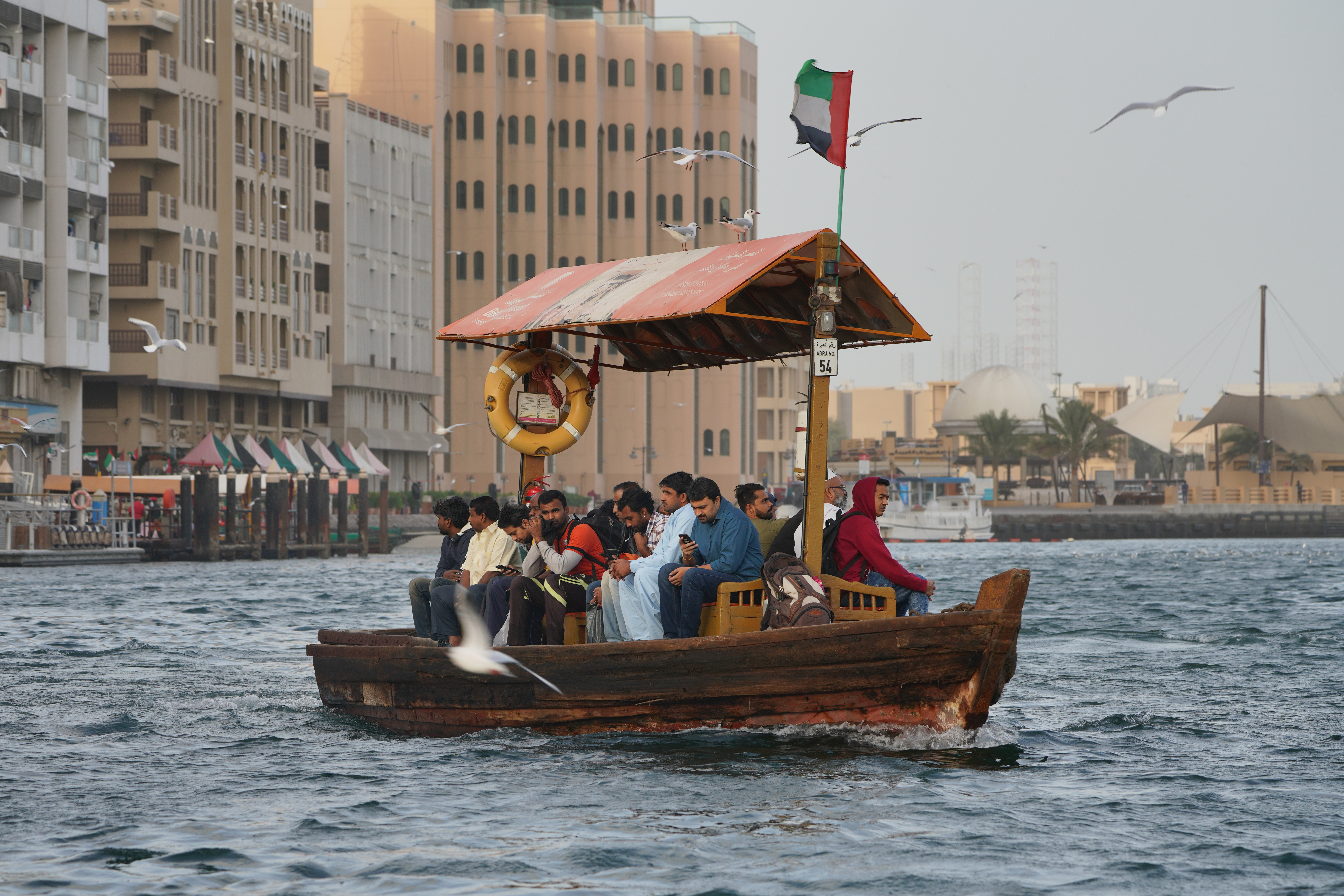
Абра для переправи через Хор-Дубай

Хор-Дубай пролягає в східній частині міста Дубай, гирло його знаходиться дещо на схід від пасажирського порту Порт Рашид. Протягом приблизно 7 кілометрів він спрямований на південь, потім повертає в західному напрямку, утворюючи щось на кшталт озера. Через цей морський рукав прокладено три мости: Бізнес-Бей (відкритий у 2007 році), аль-Мактум та аль-Гархуд. На його західному березі знаходиться дубайський Кріксайд-парк, що поступово переходить у Дитяче місто (Dubai Children's City) свого роду «місто в місті» Дубая, споруджене в 2002 році. Закінчується Хор-Дубай оточеною лісом лагуною Рас-ель-Хор (Ras al Khor Wildlife Sanctuary), що є природоохоронною зоною і де збираються в сезон до 20 тисяч птахів.
Обидва береги Хор-Дубая пов'язують також тунель еш-Шиндага, що виходить на західному березі (Бур-Дубай) до міського району Шиндагха, де раніше знаходилася резиденція шейха Саїда ель-Мактума, і водні таксі, що являють собою модернізовані арабські човни абра, що курсують через канал від Дейри до Бар-Дубаю. Приблизно в кілометрі від гирла Хор-Дубая на західному його березі починаються квартали «старого міста».

## Історія
Хор-Дубай відіграв основну роль у створенні міста Дубай. Саме на його берегах з'явилися перші будови міста. Спочатку це були хатини рибалок та шукачів перлів, проте зі зростанням стратегічного значення регіону тут з'являються торгові будинки та морехідні компанії. Все більшу роль відігравав канал як зручна природна гавань та морський порт. У 1970 роки Хор-Дубай був поглиблений для того, щоб його могли використовувати і великотоннажні судна. В даний час його роль як порту все ж таки значно зменшилася, оскільки міжнародне судноплавство тепер використовує в Дубаї морські порти безпосередньо на узбережжі Перської затоки: (Порт Рашид і Джабаль-Алі).